# Elizej Sargar
Elizej Sargar, slovenski redovnik, frančiškan, teolog in filozof, * 2. ali 3. avgust 1625, Suha pri Škofji Loki, † 23. november 1703, Lenzfried, Nemčija.

## Življenje in delo
Elizej  Sargar je bil rojen v kraju Suha pri Škofji Loki, kjer se je še do danes ohranilo hišno ime pri Ža(r)garju (Sargar = Žagar ali Žargar). V samostan k frančiškanom je stopil v Bambergu leta 1645. Ta samostan je pripadal redu frančiškanskih rekolektov, ki so bili pristaši redovne reforme, ta je bila sprejeta v začetku 17. stoletja od stare strasburške redovne province, ki je obsegala mnogo samostanov na Bavarskem. Pri frančiškanih je bil Sargar med letoma 1652 in 1668 lektor filozofije in teologije na raznih krajih, do leta 1687 gvardijan v raznih konventih in od 1687 zopet lektor teologije. 
Umrl je v Lenzfriedu blizu Kemptena na Bavarskem.